# 李氏眶灯鱼
李氏眶灯鱼（学名：Diaphus richardsoni）为輻鰭魚綱燈籠魚目灯笼鱼科眶灯鱼属的鱼类，俗名线状眶灯鱼。分布于印度洋、太平洋以及南海等海域，一般生活于热带海域，為深海魚類，棲息深度350-1000公尺，體長可達6公分。

## 扩展阅读
維基物種上的相關：李氏眶灯鱼